# Koroma (Burkina Faso)
Pour les articles homonymes, voir Koroma.
Koroma est une commune rurale située dans le département de Satiri de la province du Houet dans la région des Hauts-Bassins au Burkina Faso.

## Géographie
Koroma est situé à 8 km au sud-est de Sala.

## Éducation et santé
Le centre de soins le plus proche de Koroma est le centre de santé et de promotion sociale (CSPS) de Sala.